# Дитмар, Альфонс Юрьевич
Альфонс Юрьевич Дитмар (29 апреля 1841, Рига — 28 марта 1903, Митава (ныне Елгава)) — российский геолог, палеонтолог.

## Биография
Окончил Санкт-Петербургский университет. В 1869 году получил степень магистра минералогии и геологии.
Принадлежал к числу самых деятельных членов Российского минералогического общества, по поручению которого с 1867 по 1871 годы производил систематические геологические обследования в ряде губерний Российской империи.
В 1867—1871 годах — в Смоленской, Калужской, Тверской, Новгородской и Владимирской губерниях.
Первым в России указал на месторождения бокситов. В 1869 году Дитмар исследовал ту часть Тихвинского уезда, где много лет спустя началась первая в нашей стране промышленная добыча бокситов. В своём отчёте Дитмар, имея в виду реку Воложбу, писал: 

«Я проследил долину этой реки от деревни Пареево до деревни Межуречье на расстоянии 15 верст и видел тут два неясных обнажения пёстрых песчаноглинистых пород, которые, по всей вероятности, относятся к верхней части девонской формации… Породы тут состоят из кровянокрасной рухляковистой глины».
Такие же наблюдения были им сделаны и у Сенно. В дальнейшем, данные «красные» глины были определены, как бокситовые породы, являющиеся сырьём для алюминиевой промышленности. На основе выявленных запасов бокситов и зародилась советская алюминиевая промышленность.
Как палеонтолог, произвёл известное исследование нового рода брахиопод, названного им «Aulacorhynchus».
Дитмар сравнительно рано отошёл от научной работы.

## Избранные публикации
- «Palaontologische Notizen» («Verhand. d. R. K. Mineral. Gesell. zu St.-Peterst.», VII);
- «Отчёт о поездке в Калужскую и Тверскую губернии для исследования западной границы каменноугольной и девонской формации» (1867);
- «Отчёт по геогностическим исследованиям Осташковского, Ржевского, Каширского, Бежецкого уездов Тверской губернии»;
- «Отчёт о геологических исследованиях Новгородской губернии»;
- «Отчёт о геологических исследованиях Смоленской губернии»;
- «Отчёт о геологических исследованиях Владимирской губернии».